# Honeyania flaviciliata
Honeyania flaviciliata is een vlinder van de familie van de spinneruilen (Erebidae). De wetenschappelijke naam van deze soort is voor het eerst voorgesteld als Eublemma flaviciliata door George Francis Hampson in een publicatie uit 1910.
De soort komt voor in Burkina Faso, Ivoorkust, Togo en Nigeria.